# Cirsium wheeleri
Cirsium wheeleri là một loài thực vật có hoa trong họ Cúc. Loài này được (A.Gray) Petr. mô tả khoa học đầu tiên năm 1911.